# 美卡拉和噶納卡拉
美卡拉和噶納卡拉，印度大乘密宗人士，八十四大成就者之一。

## 簡介
美卡拉和噶納卡拉是得毘科達地方某族長的女兒。父親將她們嫁給一位富商的二個兒子。兩女賦閒在家遭人閒話。此時上師噶那巴來到當地，示現神通，二女便向噶那巴求法。上師噶那巴接受她們的懇求，為之灌頂，並授予有關聞、思、修、果與完全統合的金剛亥母教法。
兩姊妹接受上師的教導後，經過十二年精進修行得到了成就。她們回到上師尊前，獻上供養，但是上師卻不認識她們，直到兩姊妹敘述過去種種才恍然大悟，於是噶那巴命二女把頭切下，二女各自從口中吐出寶劍，切下頭顱放在手上，然後開始跳舞，之後將頭復原，毫無痕跡，因此二女被稱為斷頭媽。
二女皆體悟了究竟大手印，姊姊以「美卡拉」之名、妹妹以瑜珈女「噶納卡拉」而廣為人知，利益眾生多年之後，二人即飛昇到空行淨土。